# World Tour w siatkówce plażowej 2002
World Tour w siatkówce plażowej 2002 składał się z 21 turniejów organizowanych przez FIVB na czterech kontynentach w 12 krajach. Mężczyźni rozegrali 10 turniejów, a kobiety 11. To pierwsze rozgrywki, w których więcej turniejów posiadały kobiety.

## Zawody

### Klasyfikacja turniejów
| Grand Slam |
| Open       |

### Mężczyźni
| Turniej                                               | 1 miejsce                                           | 2 miejsce                      | 3 miejsce                                             | 4 miejsce                         |
| ----------------------------------------------------- | --------------------------------------------------- | ------------------------------ | ----------------------------------------------------- | --------------------------------- |
| German Open Berlin, Niemcy 12 - 16 czerwca            | Harley Marques Rogério Ferreira 25-23, 19-21, 15-10 | Mariano Baracetti Martín Conde | Markus Dieckmann Jonas Reckermann 21-12, 18-21, 15-13 | John Child Mark Heese             |
| Swiss Open Gstaad, Szwajcaria 19 - 23 czerwca         | Mariano Baracetti Martín Conde 21-14, 21-15         | Márcio Araújo Benjamin Insfran | Stein Metzger Kevin Wong 21-18, 21-14                 | Roberto Lopes Franco Neto         |
| Norway Open Stavanger, Norwegia 3 - 7 lipca           | Tande Ramos Emanuel Rego 22-20, 18-21, 19-17        | José Loiola Ricardo Santos     | Patrick Heuscher Stefan Kobel walkower                | Harley Marques Rogério Ferreira   |
| Canada Open Montreal, Kanada 10 - 14 lipca            | José Loiola Ricardo Santos 21-18, 24-22             | John Child Mark Heese          | Stein Metzger Kevin Wong 21-15, 18-21, 15-13          | Mariano Baracetti Martín Conde    |
| French Grand Slam Marsylia, Francja 17 - 22 lipca     | José Loiola Ricardo Santos 19-21, 21-16, 15-9       | Francisco Alvarez Juan Rossell | Tande Ramos Emanuel Rego 21-15, 26-24                 | Mariano Baracetti Martín Conde    |
| Portugal Open Espinho, Portugalia 24 - 28 lipca       | Stein Metzger Kevin Wong 17-21, 24-22, 15-12        | Márcio Araújo Benjamin Insfran | José Loiola Ricardo Santos] 22-20, 21-10              | Mariano Baracetti Martín Conde    |
| Austria Grand Slam Klagenfurt, Austria 1 - 4 sierpnia | José Loiola Ricardo Santos 21-16, 21-18             | Markus Egger Sascha Heyer      | Vegard Høidalen Jørre Kjemperud 21-18, 21-14          | Márcio Araújo Benjamin Insfran    |
| Spain Open Kadyks, Hiszpania 7 - 11 sierpnia          | Martin Laciga Paul Laciga 21-18, 21-17              | Jody Holden Conrad Leinemann   | Tande Ramos Emanuel Rego 21-17, 21-18                 | Mariano Baracetti Martín Conde    |
| Spain Open Majorka, Hiszpania 4 - 8 września          | Martin Laciga Paul Laciga 21-17, 27-25              | Márcio Araújo Benjamin Insfran | Emanuel Rego Ricardo Santos 21-15, 24-22              | Harley Marques Rogério Ferreira   |
| Brazil Open Fortaleza, Brazylia 1 - 6 października    | Márcio Araújo Benjamin Insfran 22-20, 21-17         | Stein Metzger Kevin Wong       | Emanuel Rego Ricardo Santos walkower                  | Jefferson Bellaguarda Juca Dultra |

### Kobiety
| Turniej                                                      | 1 miejsce                                      | 2 miejsce                        | 3 miejsce                                      | 4 miejsce                            |
| ------------------------------------------------------------ | ---------------------------------------------- | -------------------------------- | ---------------------------------------------- | ------------------------------------ |
| Spain Open Madryt, Hiszpania 5 - 9 czerwca                   | Misty May Kerri Walsh 23-21, 21-14             | Ana Paula Henkel Tatiana Minello | Natalie Cook Kerri Pottharst 21-10, 21-17      | Alexandra Fonseca Mônica Rodrigues   |
| Swiss Open Gstaad, Szwajcaria 18 - 22 czerwca                | Misty May Kerri Walsh 21-17, 21-17             | Shelda Bede Adriana Behar        | Natalie Cook Kerri Pottharst 21-19, 21-15      | Alexandra Fonseca Mônica Rodrigues   |
| Norway Open Stavanger, Norwegia 2 - 6 lipca                  | Holly McPeak Elaine Youngs 21-17, 16-21, 15-11 | Natalie Cook Kerri Pottharst     | Shelda Bede Adriana Behar 11-21, 21-18, 15-13  | Misty May Kerri Walsh                |
| Canada Open Montreal, Kanada 9 - 13 lipca                    | Misty May Kerri Walsh 21-18, 25-23             | Shelda Bede Adriana Behar        | Holly McPeak Elaine Youngs 21-16, 20-22, 15-12 | Natalie Cook Kerri Pottharst         |
| French Grand Slam Marsylia, Francja 16 - 20 lipca            | Holly McPeak Elaine Youngs 21-17, 21-12        | Misty May Kerri Walsh            | Natalie Cook Kerri Pottharst 21-13, 22-20      | Shelda Bede Adriana Behar            |
| Hellas Open Rodos, Grecja 24 - 28 lipca                      | Holly McPeak Elaine Youngs 21-17, 21-16        | Natalie Cook Kerri Pottharst     | Vasso Karantasiou Efi Sfyri 21-17, 25-23       | Rebekka Kadijk Marrit Leenstra       |
| Austria Grand Slam Klagenfurt, Austria 31 lipca - 3 sierpnia | Misty May Kerri Walsh 21-19, 21-18             | Shelda Bede Adriana Behar        | Holly McPeak Elaine Youngs 21-17, 21-15        | Chiaki Kusuhara Ryo Tokuno           |
| Japan Open Osaka, Japonia 7 - 11 sierpnia                    | Shelda Bede Adriana Behar 21-17, 14-21, 18-16  | Ana Paula Henkel Tatiana Minello | Misty May Kerri Walsh 18-21, 21-12, 15-8       | Rebekka Kadijk Marrit Leenstra       |
| China Open Maoming, Chiny 14 - 18 sierpnia                   | Misty May Kerri Walsh 12-21, 21-15, 19-17      | Holly McPeak Elaine Youngs       | Natalie Cook Kerri Pottharst 21-17, 22-20      | Shelda Bede Adriana Behar            |
| Spain Open Majorka, Hiszpania 3 - 7 sierpnia                 | Shelda Bede Adriana Behar 21-13, 17-21, 16-14  | Misty May Kerri Walsh            | Ana Paula Henkel Tatiana Minello 21-10, 21-19  | Eva Ryšavá Soňa Nováková-Dosoudilová |
| Brazil Open Vitória, Brazylia 17 - 22 września               | Holly McPeak Elaine Youngs 21-13, 19-21, 15-10 | Misty May Kerri Walsh            | Ana Paula Henkel Tatiana Minello 21-17, 21-18  | Shelda Bede Adriana Behar            |